# Ramnulfiden
Die Ramnulfiden sind die Familie der Grafen von Poitou und Herzöge von Aquitanien ab der Mitte des 9. Jahrhunderts. Da sie von einem Grafengeschlecht der Auvergne abstammen, werden sie auch als Haus Auvergne-Poitou bezeichnet. Der vorherrschende Männername der Familie war Wilhelm (Guillaume).
Die Hauptlinie der Familie starb 1137 im Mannesstamm aus, Erbin von Poitou und Aquitanien war Eleonore von Aquitanien (* 1122; † 1204), die Ehefrau (1137–1152) des französischen Königs Ludwig VII. (* 1120; † 1180) und (1152–1189) des englischen Königs Heinrich II. (* 1133; † 1189), der bereits die Normandie und weite Teile des Loire-Tals besaß und durch diese Ehe den gesamten Südwesten Frankreichs in seine Hand bekam.
Ein weiteres wichtiges Familienmitglied ist Agnes von Poitou, Ehefrau des römisch-deutschen Kaisers Heinrich III. und Regentin des Kaiserreichs von 1056 bis 1062.

## Stammliste

### Von Gerhard I. bis Wilhelm V.
1. Gerhard I., ⚔ 25. Juni 841 in der Schlacht von Fontenoy; ⚭ NN, Tochter des Kaisers Ludwig der Fromme (Karolinger)
  1. Ranulf I. (Ramnulf, Rainulf), ⚔ Oktober 866, 839/844 Graf von Poitou, 852 Herzog von Aquitanien; ⚭ um 845 NN, Tochter des Rorgon II., Graf von Maine, und Bilihildis (Rorgoniden)
    1. Ranulf II. (Ramnulf, Rainulf), † 3. oder 5. August 890, Graf von Poitou, 888 König von Aquitanien; ⚭ Ada, als Witwe geistlich
      1. (ehelich) Ranulf III. (Ramnulf, Rainulf), † wohl 901
      2. (unehelich) Ebalus Mancer (d. h. uneheliches Kind), † 934, bis 892 und ab 902 Graf von Poitou, 927 Graf von Auvergne, Herzog von Aquitanien; ⚭ I nach 10. Oktober 891 Aremburga; ⚭ II vor Februar 911 Emiliana (Emilienne)
        1. (wohl I) Wilhelm I. (III.) Werghaupt (Guillaume III. Tête d'Étoupe), † 3. April 963 als Mönch, 934 Graf von Poitou, 955 Graf von Limoges und Graf von Auvergne, 959/962 Herzog von Aquitanien; ⚭ 935 Adele (Gerloc), † nach 969, Tochter des Jarl Rollo, Graf von Rouen (Rolloniden)
          1. Wilhelm II. (IV.) Eisenarm (Guillaume Fierabras), † 995/996, 963 Graf von Poitou, Herzog von Aquitanien, Laienabt von Saint-Hilaire-de-Poitiers, 993 geistlich; ⚭ um 968 Emma von Blois, † 27. Dezember nach 1003, Tochter des Theobald I. Tricator Graf von Blois (Haus Blois) und Liutgard von Vermandois (Karolinger)
            1. Wilhelm III. (V.) der Große (Guillaume le Grand), † 31. Januar 1030, 993 Graf von Poitou und Herzog von Aquitanien; ⚭ I um 997 Almodis von Gévaudan, † nach 1005, Witwe von Aldebert I. Graf von La Marche und Périgord (Haus Périgord); ⚭ II Anfang 1011 Sancha (Brisca) von Gascogne, † vor 1018, Tochter von Guillaume Sanche Herzog von Gascogne (Haus Gascogne); ⚭ III 1019 Agnes von Burgund, † 10. November 1068 als Nonne, Tochter des Otto Wilhelm, Graf von Burgund (Franche-Comté, Haus Burgund-Ivrea), sie heiratete in zweiter Ehe am 1. Januar 1032, geschieden 1049/52, Gottfried II. Martel, Graf von Anjou – Nachkommen siehe unten
            2. Ebalus (Ebles), † nach 997

          2. Adela (Adelaide), † wohl 1004; ⚭ um 970 Hugo Capet, 960 Dux Francorum, 987 König von Frankreich, † 24. Oktober 996

        2. (wohl I) Ebalus (Ebles), † 977, 936 Abt von Saint-Maixent, 937/77 Thesaurarius von Saint-Hilaire-de-Poitiers, 944 Bischof von Langres, tritt 963 zurück

    2. Gauzbert, Graf vor April 878, ⚔ 892
    3. Ebalus (Ebles), * 857, ⚔ 2. Oktober 892, Abt von St. Germain-des-Prés, Saint-Denis und Saint-Hilaire-de-Poitiers

  2. Gerhard II., † vor 879, Graf von Limousin
    1. Géraud, Graf von Aurillac, † wohl 909

  3. Tochter; ⚭ Fulko (Foucher) de Limoges, † wohl 886 (Haus Limoges)

### Von Wilhelm V. bis Eleonore von Aquitanien
1. Wilhelm III. (V.) der Große (Guillaume le Grand), † 31. Januar 1030, 993 Graf von Poitou und Herzog von Aquitanien; – Vorfahren siehe oben 
⚭ I um 997 Almodis von Gévaudan, † nach 1005, Witwe von Boson I. Graf von La Marche und Périgord (Haus Périgord); 
⚭ II Anfang 1011 Sancha (Brisca) von Gascogne, † vor 1018, Tochter von Guillaume Sanche Herzog von Gascogne (Haus Gascogne); 
⚭ III 1019 Agnes von Burgund, † 10. November 1068 als Nonne, Tochter des Otto Wilhelm, Graf von Burgund (Franche-Comté, Haus Burgund-Ivrea), sie heiratete in zweiter Ehe am 1. Januar 1032, geschieden 1049/52, Gottfried II. Martel, Graf von Anjou
  1. Wilhelm IV. (VI.) der Dicke (Guillaume le Gros), * 1004, † 15. Dezember 1038, 1030 Graf von Poitou, Saintonge und Guyenne; ⚭ vor 1031 Eustachie von Montreuil-Bellay, † nach 1038, Tochter von Berlay III.
  2. (II) Odo (Eudes), ⚔ 10. März 1039, 1032 Herzog von Gascogne, 1038 Graf von Poitou und Guyenne
  3. (II) Adelais; ⚭ Géraud I., Graf von Armagnac (Haus Lomagne)
    1. Bernard II. Tumapaler, Herzog von Gascogne

  4. (III) Peter (Pierre), † 1058, 1039 als Wilhelm V. (VII.) der Kühne (Guillaume l’Aigret) Graf von Poitou, Herzog von Aquitanien; ⚭ vor 1041 Ermesinde von Longwy, † nach 1058, Tochter von Albert, Graf von Longwy,[1]
    1.  ? Agnes, † nach 13. Juni 1089; ⚭ I um 1054 Ramiro I., 1035 König von Aragón, ⚔ 8. Mai 1064 (Haus Jiménez); ⚭ II 1064 Peter I. Graf von Savoyen, † 9. August 1078
    2. Clementia, † nach 1129, Erbin von Longwy, Frau von Gleiberg; ⚭ I kurz vor 1075 Konrad I. Graf von Luxemburg, † 8. August 1086; ⚭ II Gerhard I. Flaminius, 1096 Graf von Geldern, † 1129/38

  5. (III) Agnes von Poitou, † 14. Dezember 1077 in Rom, Regentin des römisch-deutschen Reichs 1056–1062; ⚭ 20. November 1043 Kaiser Heinrich III., 1039 Römisch-deutscher König, 1046 Kaiser, † 5. Oktober 1056 (Salier)
  6. (III) Guido (Guy), † 25. September 1086, 1058 als Wilhelm VI. (VIII.) Graf von Poitou und Herzog von Aquitanien; ⚭ I um 1044, verstoßen 1058, Anna von Périgord, Tochter des Grafen Aldebert II. (Haus Périgord); ⚭ II 1058/9, geschieden 1068, Mathilde von La Marche, Tochter des Grafen Audebert; ⚭ III 1068/9 Hildegard von Burgund, † nach 1104, wohl 1120, Tochter des Robert I. Herzog von Burgund (Älteres Haus Burgund)
    1. (I) Agnes, * 1052, † 6. Juli 1078; ⚭ 1069, geschieden wohl 1077, Alfons VI. 1072 König von Kastilien und León, † 30. Juni/1. Juli 1109
    2. (III) Wilhelm VII. (IX.) der Junge (Guillaume le Jeune), * wohl 22. Oktober 1071, † 10. Februar 1126/27, 1086 Graf von Poitou und Herzog von Aquitanien; ⚭ I 1089, geschieden 1090, Ermengarde von Anjou, † 1. Juni 1146 in Jerusalem, Tochter des Grafen Fulko IV., sie heiratete um 1093 in zweiter Ehe Alain IV. Fergent Herzog von Bretagne; ⚭ II 1094, geschieden 1115, Philippa (Matilde), † 28. November 1117) Tochter des Wilhelm IV. Graf von Toulouse, geschieden von Sancho I. König von Aragón und Navarra (Haus Jiménez); ⚭ (außerehelich)
      1. (II) Wilhelm VIII. (X.) (Guillaume), * 1099, † 9. April 1137, 1126 Graf von Poitou und Herzog von Aquitanien; ⚭ I Eleonore, † nach März 1130), Tochter des Amalrich I. (Amaury I.), Vizegraf von Châtellerault und der Geliebten seines Vaters; ⚭ II Emma, Tochter des Aymar III., Vizegraf von Limoges (Haus Limoges)
        1. (I) Wilhelm (Guillaume), † Dezember 1130/1137
        2. (I) Eleonore, * 1122, † 31. März 1204, 1137 Herzogin von Aquitanien (Guyenne), Gräfin von Poitou etc.; ⚭ I 22./25. Juli 1137, geschieden 18. März 1152, Ludwig VII., 1137 König von Frankreich, † 18. September 1180 (Kapetinger); ⚭ II 18. Mai 1152 Heinrich II., 1149 Herzog der Normandie, 1151 Graf von Anjou, 1154 König von England, † 6. Juli 1189 (Plantagenet)
        3. Aelis (Pétronelle), † nach 24. Oktober 1153; ⚭ 1142, geschieden wohl 1151, Rudolf I. (Raoul le Vaillant) Graf von Vermandois († 14. Oktober 1152) (Kapetinger)

      2. (II)[2] Raimund (Raymond), ⚔ 27. Juni 1149, 1136 Fürst von Antiochia; ⚭ 1140 Konstanze, * 1127, † 1163, 1131 Fürstin von Antiochia, (Hauteville (Adelsgeschlecht)), Tochter des Fürsten Bohemund II., sie heiratete in zweiter Ehe 1153 Renaud de Châtillon (Rainald von Chatillon), 1153 Fürst von Antiochia, † enthauptet 1187 – Nachkommen siehe unten
      3. (unehelich, Mutter: Maubergeron/Dangerose, Ehefrau von Amaury I., Vizegraf von Châtellerault) Heinrich, Prior von Cluny
      4. (unehelich, Mutter: Maubergeron/Dangerose, siehe oben) Agnes (Mathilde); ⚭ I vor 1117 Aimery VI. Vizegraf von Thouars, † 1127 (Haus Thouars); ⚭ II November/Dezember 1135 Ramiro II. 1134/37 König von Aragón, † 16. August 1157 (Haus Jiménez)
      5. (unehelich, Mutter: Maubergeron/Dangerose, siehe oben) Adelaide; ⚭ Raoul de Fays
      6. (unehelich, Mutter: Maubergeron/Dangerose, siehe oben) Agnes, Äbtissin von Saintes
      7. (unehelich, Mutter: Maubergeron/Dangerose, siehe oben) Wilhelm I. (Guillaume I.), † 4. März 1187, Graf von Valentinois – Nachkommen: das Haus Poitiers-Valentinois

    3. (III) Hugo (Hugues), † nach 1126
    4. (III) Agnes, † 1097; ⚭ Peter I., 1094 König von Aragón, † 27. September 1104 (Haus Jiménez)
    5. (III) Beatrix, † 1110; ⚭ I 1108 Alfons VI., 1072 König von Kastilien und León, † 30. Juni/1. Juli 1109

  7. (III) Beatrix, † wohl 1109; ⚭ Raymond I. von Melgueil

### Die Fürsten von Antiochia und Grafen von Tripolis aus dem Haus Poitou
1. Raimund (Raymond), † 27. Juni 1149, 1136 Fürst von Antiochia; ⚭ 1140 Konstanze, * 1127, † 1163, 1131 Fürstin von Antiochia, (Hauteville (Adelsgeschlecht)), Tochter des Fürsten Bohemund II., sie heiratete in zweiter Ehe 1153 Renaud de Châtillon (Rainald von Chatillon), 1153 Fürst von Antiochia, † enthauptet 1187 – Vorfahren siehe oben
  1. Maria, * wohl 1145, † erdrosselt und ins Meer geworfen 27. August 1182, 1180/82 Regentin von Byzanz, danach Nonne; ⚭ 25. September 1161 Manuel I. Komnenos, † 24. September 1180 Kaiser von Byzanz
  2. Bohemund III., † 20. März/1. Oktober 1201 Fürst von Antiochia 1163; ⚭ 1177, verstoßen 1180, Irene (oder Theodora) Komnene (siehe Komnenen)
    1. Raimund IV., † Mai/Juni 1199, 1187/89 Graf von Tripolis, 1189 Mitregent in Antiochia; ⚭ Alice, Tochter des Ruben III. Fürst von Kleinarmenien
      1. Raimund II. Ruben, * 1199, † 1221/22, Fürst von Antiochia 1216–1219; ⚭ Helvis von Jerusalem und Zypern, Tochter des Amalrich
        1. Maria; * 1215, Erbin von Toron; ⚭ Philipp von Montfort, Herr von Tyrus und Toron, † ermordet 1270 (Haus Montfort-l’Amaury)

    2. Bohemund IV., † März 1233, 1187/89–1233 Graf von Tripolis, 1199 Mitregent in und 1201–1205, 1208–1216 und 1219–1233 Fürst von Antiochia; ⚭ I Plaisance Embriaco von Gibelet, Tochter von Hugo III. Embriaco; ⚭ II 1218 Melusine von Jerusalem und Zypern, Tochter des Königs Amalrich
      1. Raimund, * 1195, † ermordet Ende 1213 in Tartus, Bailli von Antiochia
      2. Bohemund V., † Januar 1252, folgt 1233 in Antiochia und Tripolis; ⚭ I Alice, Tochter von Heinrich II. Graf von Champagne und Königin Isabella I. von Jerusalem; ⚭ 2) Lucienne von Segni, eine Verwandte von Papst Gregor IX., 1252 Regentin in Antiochia und Tripolis
        1. Plaisance, * wohl 1236, † 1261, Regentin von Zypern 1253/61; ⚭ 1251 Heinrich I. König von Zypern, † 8. Januar 1253
        2. Bohemund VI., * wohl 1237, † 1275, folgt 1252, verliert die Stadt Antiochia am 29. Mai 1268; ⚭ 1254 Sibylle von Armenien, Tochter des Königs Hethum I.
          1. Isabelle, † jung
          2. Bohemund VII., † 19. Oktober 1287, Graf von Tripolis und Titularfürst von Antiochia 1275/87
          3. Lucia, † vor 29. Juni 1299, folgt 1288, verliert Tripolis 1289 ⚭ Narjot de Toucy, 1277 Admiral von Sizilien, † 1293
          4. Maria, † vor 1280; ⚭ Nicolas de Saint-Omer, Mitherr von Theben, Bailli von Achaia, † 1294

      3. Philipp, † 1226 im Gefängnis, 1222–1224 König von Armenien; ⚭ Isabella (Zabel), Königin von Armenien, Tochter des Königs Leo II.
      4. Heinrich, † im Meer ertrunken 27. Juni 1276; ⚭ 1233 Isabella von Zypern, Tochter des Königs Hugo I. – Nachkommen siehe unten
      5. Maria, † nach 10. Dezember 1307, tritt ihr Erbrecht auf Jerusalem 1277 an Karl von Anjou ab

    3. Bohemund, † nach 1244, Herr von Batrun
      1. Johann, † im Gefängnis nach 1244
      2. Wilhelm (II.), † nach 1262, ab 1244 Herr von Batrun, ab 1258 Konstabler von Jerusalem ⚭ Agnes von Sidon, Tochter des Balian Garnier
        1. Johann, † 1277, Herr von Batrun ⚭ Lucie Embriaco von Gibelet

      3. Jakob, † 1277
        1. Rudolf (Rostaing) († nach 1282), 1277 Herr von Batrun
        2. Alix, ⚭ Wilhelm von Farabel, Herr von Le Puy, um 1282 Konstabler von Tripolis
        3. Wilhelm

  3. Philippa, * wohl 1148, † 1178; ⚭ 1166/67 Konkubine von Andronikos I. Komnenos, † 1185, 1183 Kaiser von Byzanz; ⚭ 1167/76 Humfried II. von Toron, ⚔ 22. Mai 1179, Konstabler von Jerusalem
  4. Balduin, ⚔ 17. September 1176 in der Schlacht von Myriokephalon

### Die Könige von Zypern und Armenien aus dem Haus Poitou
1. Heinrich von Antiochia, † 1276; ⚭ Isabella von Zypern, Tochter des Königs Hugo I. (Haus Lusignan) – Vorfahren siehe oben
  1. Hugo III., † 4. März 1284 in Tyrus, Regent von Zypern und Jerusalem 1261, König von Zypern 1267, König von Jerusalem 1269; ⚭ Isabella von Ibelin, Tochter des Hugo
    1. Johann I., † 20. Mai 1285, folgt 1284 als König von Zypern
    2. Bohemund, † 3. November 1283
    3. Heinrich II., † 1324, folgt 1285 als König von Zypern; ⚭ 1319 Konstanze, Tochter von Friedrich II. König von Sizilien
    4. Amalrich, Konnetabel von Jerusalem, Regent von Zypern 1306–1310, Titularfürst von Tyrus; ⚭ Isabella von Armenien, Tochter des Königs Leon III.
      1. Hugo († 1318/1323 in Armenien), Herr von Crusoche ⚭ Eschiva von Ibelin († nach 1324), Herrin von St. Nikolaus, Tochter des Philip von Ibelin († 1304)
      2. Heinrich († vor 1323)
      3. Guido († 1344), als Konstantin IV. 1342–1344 König von Armenien, ⚭1330/32 Theodora Syrgiannaina († 1347/1349), Tochter des Mundschenks Syrgiannes Palaiologos Philanthropenos
        1. Isabelle (oder Zampea = Maria) de Lusignan (1382–1387), Herrin von Aradippou, ⚭ 1349 Manuel Kantakuzenos, Despot von Morea

      4. Johann († 1343), zeitweise Konstabler und Regent von Armenien, ⚭ Soldane, Tochter des Königs Giorgi V. von Georgien
        1. Leon VI., † November 1393 in Paris, König von Armenien 1374–1375

      5. Bohemund († 1344), Herr von Korikos 1336, ⚭ 1340 Euphemia von Neghir († nach 1381), Tochter von Balduin von Neghir, Marschall von Armenien
      6. Agnes († nach 1309), ⚭ 1305 Leo IV., König von Armenien 1303–1307

    5. Guido, † 1303; ⚭ 1284 Eschiva von Ibelin, Herrin von Beirut, Witwe des Humfried von Montfort (Haus Montfort-l’Amaury)
      1. Hugo IV., folgt 1324 als König von Zypern, dankt ab 10. November 1359, ⚭ Alice von Ibelin († 1386), Tochter eines Guido von Ibelin († 1308), Seneschall von Zypern
        1. Eschiva von Lusignan († 1363) ⚭ Ferdinand von Mallorca († um 1345), Infant von Mallorca, Vizegraf von Aumelàs
        2. Guido, enterbt; ⚭ Marie de Bourbon, Fürstin von Achaia, Tochter des Ludwig I. Herzog von Bourbon
          1. Hugo, † 1379, Titularfürst von Galiläa, Fürst von Achaia 1364–1370

        3. Peter I. († 17. Januar 1369), folgt 1359, König von Armenien durch Eroberung der kilikischen Küstenstädte 1360, ⚭ I 1342 Eschiva von Montfort († vor 1353), Tochter von Ruben und Maria von Ibelin, ⚭ II 1353 Eleonore von Aragon († 26. Dezember 1416/17), Tochter des Infanten Peter von Aragón und Johanna von Foix, Mitregentin in Zypern von 1369 bis 1379
          1. (II) Peter II. († 13. Oktober 1382) folgt 1369, verliert die kilikischen Küstenstädte 1373
          2. (II) Margarete († um 1397) ⚭ 1385 Jacques de Lusignan, Graf von Tripolis († vor 1397, Haus Lusignan)

        4. Johann von Lusignan († 1375), Regent von Zypern und Titularfürst von Antiochia
        5. Jakob I., † 30. September 1398, folgt 1382, König von Zypern und Jerusalem, Titularkönig von Armenien 1393
          1. Janus, † 28. Juni 1432, folgt 1398; ⚭ Sibylle von Montferrat, Tochter des Markgrafen Theodor II.
            1. Johann II., † 26. Juli 1458, folgt 1432 als König von Zypern sowie Titularkönig von Jerusalem und Armenien; ⚭ I Helene, Tochter des Despoten Theodor II. von Misithra; ⚭ II 1437 Amadea von Montferrat, Tochter des Markgrafen Johann Jakob
              1. Charlotte, * 1442, † 16. Juli 1487, folgt 1458 bis September 1460; ⚭ I Johann Herzog von Coimbra, † 1457, Titularfürst von Antiochia, Mitregent 1456–1457; ⚭ II 7. Oktober 1459 Ludwig von Savoyen (Ludwig der Jüngere), Graf von Genf, † 1482, König von Zypern (uxor nomine) 1459–1460
              2. Jakob II., unehelich, † 6. Juli 1473, folgt 1460; ⚭ 1472 Katharina Cornaro, † 10. Juli 1510 in Venedig, Königin von Zypern 1474 bis 26. Februar 1489, übergibt Zypern an Venedig.
                1. Jakob III., † 26. August 1474, folgt 1473

            2. Anna, † 1462; ⚭ Ludwig der Ältere, Herzog von Savoyen

          2. Marie, * 1382, † 4. September 1404; ⚭ 12. Februar 1402 Ladislaus, König von Neapel und Sizilien, † 1414
          3. Hugo-Lancelot von Lusignan (* 1380/1385 auf Zypern; † August 1442 in Genf), Kardinal

      2. Isabelle, ⚭ 1322 Eudes de Dampierre, Connétable von Jerusalem

    6. Margarete, ⚭ Thoros III. von Armenien
    7. Maria ⚭ Jakob König von Sizilien

  2. Margarete (* 1244, † 30. Januar 1308), ⚭ 1268 Johann von Montfort († 1283), Herr von Tyrus (Haus Montfort-l’Amaury)